# Les Délires de la ville
Les Délires de la ville (titre original : Chat'h al-madîna) est un roman de l'écrivain égyptien Gamal Ghitany écrit en 1990.

## Intrigue
Le roman décrit les pérégrinations d'un universitaire dans une ville du Moyen-Orient venu assister à un colloque.
Au cours de ses promenades en ville, où il récolte de nombreuses anecdotes sur les figures et les bâtiments illustres, souvent fortement teintées de fantastique (un prince chinois qui disparaît dans la Tour, 40 sages fondant la ville etc), il rencontre un mystérieux Marocain qui lui laisse deviner les luttes d'influences secrètes de la ville, puis une jeune femme qui accueillait les universitaires et semble prête à céder au charme du personnage principal mais disparaît brusquement. Après avoir assisté au colloque où le cirque des universitaires laisse une sensation de malaise, il perd son passeport et son billet d'avion et ne réussit plus à retrouver nul repère: le Marocain, la jeune femme, les participants du colloque ont tous disparus. Ne restent plus que les fonctionnaires procéduriers et impersonnels de l'Université et de la Municipalité, qui refusent de le reconnaître.

## Le héros
Dans une narration à la troisième personne, le point de vue interne adopté par le roman permet de montrer le dérèglement des facultés rationnelles du personnage principal, jamais nommé. Analyste précis des mythes d'une ville et des relations amoureuses, voyageur et obsédé par son passeport, il perd petit à petit ses repères; la disparition de son passeport achève sa déconfiture.

## Le cadre
Bien que le roman ne dise jamais clairement qu'il s'agit du Caire, qui apparaît comme la ville d'attache du personnage principal, le cadre est celui d'une ville arabe semblable au Caire des années Moubarak. Les fonctionnaires de la Municipalité, épaulés d'un service de la Sûreté qui ressemble au Mabahith Amn al-Dawla al-'Ulya égyptien, font face à une ville dans la ville, à savoir l'Université, très fortement développée au Caire. La gastronomie, la toponymie des rues et les usages des personnages locaux confirment cette identification.
Le roman refuse cependant une identification univoque et ajoute des références historiques venues de tout le monde arabe et d'Occident.

## Éditions
- Chat'h al-madîna, Dar al-Chorouq, Le Caire/Beyrouth, 1990.
- 'Les Délires de la ville, trad. française, Actes-Sud, 1999, 262 p.,  (ISBN 2-7427-2174-6).